# Robbie Moore (homme politique britannique)
Pour les articles homonymes, voir Robert Moore et Moore.
Robert Peter Moore (né le 28 novembre 1984) est un homme politique britannique du Parti conservateur, qui est député pour Keighley dans le Yorkshire de l'Ouest depuis 2019.

## Jeunesse
Moore grandit dans une famille d'agriculteurs du Lincolnshire. En 2007, la famille met en place une entreprise de recyclage des plastiques.
Il étudie l'architecture à l'Université de Newcastle et l'arpentage rural au University College of Estate Management. Géomètre rural agréé, il crée son propre cabinet de conseil, Brockthorpe Consultancy.

## Carrière politique
Avant d'être élu député de Keighley en 2019, Moore est conseiller au conseil municipal d'Alnwick et représente Alnwick au conseil du comté de Northumberland. Aux élections générales de 2019, il remporte le siège marginal de Keighley sur le député du parti travailliste sortant, John Grogan (homme politique). Il est réélu en 2024.